# Opium ludu
Opium ludu (a. opium mas; niem. Opium des Volkes) – to hasło używane w odniesieniu do religii, pochodzące z często parafrazowanego stwierdzenia niemieckiego rewolucjonisty i krytyka ekonomii politycznej Karla Marxa: „Religia jest opium dla ludu”. W tym kontekście stwierdzenie to jest częścią analizy Marxa, zgodnie z którą rolą religii jest pełnienie roli metafizycznego środka łagodzącego rzeczywiste cierpienie we wszechświecie i społeczeństwie. 
Wyrażenie to znajduje się we wstępie do Przyczynku do krytyki heglowskiej filozofii prawa (1843):
Nędza religijna jest jednocześnie wyrazem rzeczywistej nędzy i protestem przeciw nędzy rzeczywistej. Religia jest westchnieniem uciśnionego stworzenia, sercem nieczułego świata, jest duszą bezdusznych stosunków. Religia jest opium ludu.
Wprowadzenie do tej pracy opublikowano oddzielnie w 1844 roku, w czasopiśmie Marxa Deutsch–Französische Jahrbücher, we współpracy z Arnoldem Ruge. Często cytowana tylko częściowo, interpretacja metafory w jej kontekście otrzymała znacznie mniej uwagi.

## Pełny cytat i historia
Marx napisał ten fragment w 1843 roku we wstępie do Przyczynku do krytyki heglowskiej filozofii prawa, książki, która krytykowała książkę Georga Wilhelma Friedricha Hegla z 1820 roku, Zasady filozofii prawa. To wprowadzenie zostało opublikowane w 1844 roku w małym czasopiśmie o tytule Deutsch-Französische Jahrbücher; jednak sama książka została opublikowana pośmiertnie. Ponieważ nakład czasopisma wynosił zaledwie 1000 egzemplarzy, nie miało ono popularnego wpływu w XIX wieku. Zwrot ten stał się powszechniej poznany w latach trzydziestych XX wieku, kiedy marksizm stawał się bardziej popularny.

Cytat w kontekście brzmi następująco:
Podstawa irreligijnej krytyki jest taka oto: człowiek tworzy religię, nie zaś religia - człowieka. Religia jest to mianowicie samowiedza i poczucie samego siebie u człowieka, który bądź siebie jeszcze nie odnalazł, bądź już znów zagubił. Ale człowiek - to nie jest istota oderwana, istniejąca gdzieś poza światem. Człowiek - to świat człowieka, państwo, społeczeństwo. To państwo, to społeczeństwo stwarzają religię, odwróconą na opak świadomość świata, są one bowiem same odwróconym na opak światem. Religia jest ogólną teorią tego świata, jego encyklopedycznym skrótem, jego logiką w popularnej formie, jego spirytualistycznym point d` honneur, jego entuzjazmem, jego sankcją moralną, jego uroczystym dopełnieniem, jego ogólną racją bytu i pocieszeniem. Jest urzeczywistnieniem istoty ludzkiej w fantazji, dlatego że istota ludzka nie posiada prawdziwej rzeczywistości. Walka przeciw tej religii jest więc pośrednio walką przeciw owemu światu, którego duchowym aromatem jest religia.
Nędza religijna jest jednocześnie wyrazem rzeczywistej nędzy i protestem przeciw nędzy rzeczywistej. Religia jest westchnieniem uciśnionego stworzenia, sercem nieczułego świata, jest duszą bezdusznych stosunków. Religia jest opium ludu.
Prawdziwe szczęście ludu wymaga zniesienia religii jako urojonego szczęścia ludu. Wymagać od kogoś porzucenia złudzeń co do jego sytuacji to znaczy wymagać porzucenia sytuacji, która bez złudzeń obejść się nie może. Krytyka religii jest więc w zarodku krytyką tego padołu płaczu, gdyż religia jest nimbem świętości tego padołu płaczu.

## Metafora
Marx użył tej frazy, aby przedstawić funkcjonalistyczny argument na temat religii, a zwłaszcza religii zorganizowanych. Jego zdaniem religia może być fałszywa, ale jest ona funkcją czegoś prawdziwego. W szczególności, Marx uważał, że religia pełniła pewne praktyczne funkcje w społeczeństwie, które przypominały działanie opium u osoby chorej lub rannej: zmniejszała bezpośrednie cierpienie ludzi i dostarczała im przyjemnych iluzji, które dawały im siłę do dalszego działania. W tym sensie, choć Marks mógł nie darzyć sympatią samej religii, ale za to mógł głęboko wyrażać współczucie tym proletariuszom, którzy pokładali w niej swoje zaufanie.
Z drugiej strony, Marx postrzegał religię jako szkodliwą dla rewolucyjnych celów: koncentrując się na tym, co wieczne, a nie na tym, co doczesne, religia odwraca uwagę uciśnionych od wyzysku i klasowej struktury, która obejmuje ich codzienne życie. W tym kontekście religia pomaga wzmacniać rodzaj fałszywej świadomości, która wspiera wartości kulturowe i przekonania, które wspierają i potwierdzają dalszą dominację klasy rządzącej. W ten sposób uniemożliwia rewolucję socjalistyczną, obalenie kapitalizmu i ustanowienie bezklasowego, socjalistycznego społeczeństwa. Zdaniem Marksa, gdy robotnicy w końcu obalą kapitalizm, nierówne stosunki społeczne nie będą wymagały dalszej legitymizacji, a alienacja ludzi zniknie razem z jakąkolwiek potrzebą religii.

### Interpretacje późniejszych przywódców i teoretyków komunistycznych
Późniejsi przywódcy i teoretycy komunistyczni rozważali i rozwijali metaforę Marksa, rozważając ją w kontekście własnych uwarunkowań narodowych.

#### Włodzimierz Lenin
Zdaniem pierwszego przywódcy radzieckiego Włodzimierza Lenina

religia jest opium ludu - to powiedzenie Marksa stanowi kamień węgielny całego światopoglądu marksistowskiego w sprawie religii.

Włodzimierz Lenin kilkakrotnie podejmował tę ideę Marksa (O stosunku partii robotniczej do religii, 1900; Socjalizm i religia, 1905).

Religia jest jedną z odmian ucisku duchowego, który wszędzie dławi masy ludowe, przytłoczone wieczną pracą na innych, biedą i osamotnieniem. Bezsilność klas wyzyskiwanych w walce z wyzyskiwaczami równie nieuchronnie rodzi wiarę w lepsze życie pozagrobowe, jak bezsilność dzikusa w walce z przyrodą rodzi wiarę w bogów, diabły, cuda itp. Tego, kto przez całe życie pracuje i cierpi nędzę, religia uczy pokory i cierpliwości w życiu ziemskim, pocieszając nadzieją nagrody w niebie. Tych zaś, którzy żyją z cudzej pracy, religia uczy dobroczynności w życiu ziemskim, oferując im bardzo tanie usprawiedliwienie ich całej egzystencji wyzyskiwaczy i sprzedając po przystępnej cenie bilety wstępu do szczęśliwości niebieskiej. Religia to opium ludu. Religia to rodzaj duchowej gorzałki, w której niewolnicy kapitału topią swe ludzkie oblicze, swoje roszczenia do choćby trochę godnego ludzkiego życia.

Swoją opinię że:
każda idea religijna, każda idea Boga, nawet flirtowanie z tą ideą jest niewypowiedzianą nikczemnością
sprowadził do hasła: religia to opium dla ludu.

#### Kim Ir Sen
Pisma północnokoreańskiego przywódcy Kim Ir Sena dwukrotnie odnosiły się do metafory "opium", zarówno w kontekście odpowiedzi na towarzyszy, którzy sprzeciwiają się współpracy z grupami religijnymi (Chonbulygo i Chondoizmu). W pierwszym przypadku Kim odpowiada, że osoba jest "w błędzie", jeśli wierzy, że propozycja Marxa dotycząca "opium ludu" może być stosowana we wszystkich przypadkach, wyjaśniając, że jeśli religia "modli się o wymierzenie boskiej kary Japonii i błogosławieństwo dla narodu koreańskiego", to jest to "religia patriotyczna", a jej wyznawcy są patriotami. W drugim Kim stwierdza, że metafora Marksa "nie może być interpretowana radykalnie i jednostronnie", ponieważ Marks ostrzegał przed "pokusą religijnego mirażu, a nie sprzeciwiał się wierzącym w ogóle.". Ponieważ ruch komunistyczny w Korei walczył o "narodowe zbawienie" przeciwko Japonii, Kim pisze, że każdy z podobnym programem może dołączyć do walki i że "nawet religiant [...] musi zostać bez wahania zapisany w nasze szeregi.".

### Akademicka interpretacja
Roland Boer twierdzi, że przedstawienie religii przez Marxa jako opium zostało w dużej mierze błędnie zinterpretowane, a w jego czasach opium było zarówno cenione, jak i potępiane ze względu na swoje właściwości lecznicze i potencjał uzależniający.
W innych pracach naukowych Robin Dunbar wykorzystał ideę religii jako "opium dla ludu", aby zasugerować, że grupowe praktyki duchowe mogą prowadzić do naturalnego uwalniania przez organizm endogennych opioidów, znanych jako endorfiny. Przeprowadzono wiele badań próbujących przetestować tę hipotezę. W jednej z takich serii badań Sarah Charles znalazła dowody na to, że duchowe rytuały doprowadziły do uwolnienia endogennych opioidów, co było bezpośrednio związane z poczuciem więzi uczestników podczas grupowej praktyki duchowej.

### Podobne twierdzenia i wpływ
Ta sama metafora była używana przez wielu autorów w XIX wieku. 

W 1798 roku Novalis napisał w Blüthenstaub („Pyłek”):
Ihre sogenannte Religion wirkt bloß wie ein Opiat reizend, betäubend, Schmerzen aus Schwäche stillend. [Ich tak zwana religia działa po prostu jak opium: pobudzająco, odurzająco, uśmierzając ból przez osłabienie.].
W 1840 roku Heinrich Heine również użył tej samej analogii w swoim eseju o Ludwigu Börne:
Powitajmy religię, która do gorzkiego kielicha cierpiącego gatunku ludzkiego wlewa słodkie, usypiające krople duchowego opium, krople miłości, nadziei i wiary.
Pisma Bruno Bauera mają kluczowy wpływ na Krytykę filozofii prawa Hegla. Metafora Marxa jest antycypowana w dwóch pracach Bauera: Die gute Sache der Freiheit i Der christliche Staat. W pierwszej z nich Bauer mówi o religii jako przyczynie „opiumowego otępienia”; w drugiej Bauer wspomina o „opiumowym” wpływie teologii.

Charles Kingsley, kanonik Kościoła Anglii, tak pisał w 1847 roku, cztery lata po Marksie:
Używaliśmy Biblii tak, jakby była tylko specjalnym podręcznikiem dla konstabli, dawką opium dla podtrzymania cierpliwości zwierząt jucznych, gdy były przeciążone, zwykłą książką do utrzymania porządku wśród biednych.
Podobne stanowisko prezentowały Gromady Ludu Polskiego, które już w 1837 roku określiły religie jako blekot czyli środek odurzający.

### Współczesne porównania
Część pisarzy dokonuje współczesnego porównania wyrażenia "opium ludu" do fandomów, celebrytów, rozpraszania uwagi przez telewizję, Internet i inne rozrywki itp. Można to postrzegać jako paralelę do koncepcji chleba i igrzysk.
Teoria o tym, że media są nowym opium opiera się na głównym założeniu głoszącym, że media systematycznie zasypują ludzi szeroko rozumianą rozrywką, która zniekształca perspektywę poznawczą odbiorców, a zatem również ich trzeźwy osąd rzeczywistości. Francuski socjolog, Éric Maigret,  postrzega media masowe poprzez ich funkcję rozrywkową, która prowadzi do stanu odprężenia i redukcjonistycznego postrzegania  świata. Według niego mass media proponują prostotę w miejsce złożoności, stereotypy zamiast prawdy i dynamiki. W ten sposób pozwalają na ucieczkę od aktualnych problemów w świat utopii. U Marksa analogiczną rolę pełniła religia, zapewniając ludziom coś, dzięki czemu przestawali myśleć o sobie i swoich problemach, oddając się transcendentalnym rozważaniom.
W 2016 r. w Atlantic i w programie PBS prowadzonym przez Charlie'ego Rose'a przed wyborem na senatora lub nominacją na kandydata Donalda Trumpa, JD Vance nazwał Trumpa "kulturową heroiną" i "opioidem mas".